# Khazīneh Anbār-e Qadīm
Khazīneh Anbār-e Qadīm (persiska: خزینه انبار قدیم) är en ort i Iran.   Den ligger i provinsen Västazarbaijan, i den nordvästra delen av landet, 500 km väster om huvudstaden Teheran. Khazīneh Anbār-e Qadīm ligger 1 282 meter över havet och antalet invånare är 427.
Terrängen runt Khazīneh Anbār-e Qadīm är mycket platt.Runt Khazīneh Anbār-e Qadīm är det tätbefolkat, med 297 invånare per kvadratkilometer. Närmaste större samhälle är Mīāndoāb, 18,3 km sydost om Khazīneh Anbār-e Qadīm. Trakten runt Khazīneh Anbār-e Qadīm består till största delen av jordbruksmark.